# Pietro Cerone
Domenico Pietro Cerone (Bérgamo, 1566 – Nápoles, 1625) fue un sacerdote, presbítero, teórico de la música y cantor italiano de finales del Renacimiento que se asocia con la música española y el Reino de Nápoles bajo dominio español en aquella época. Es famoso por ser autor del tratado El melopeo y maestro, una vasta obra que se publicó en 1613 y es muy útil para conocer las prácticas sobre composición musical existentes en el siglo XVI.

## Biografía
Pietro Cerone nació en Bérgamo en 1566. A pesar de ser italiano, pasó la mayor parte de su vida en territorios que se encontraban entonces bajo el dominio español, en Nápoles, Cerdeña y, más tarde, en España, por lo que una parte de su obra está escrita en español.
Durante un tiempo trabajó como cantor en la Catedral de Oristán en Cerdeña. En 1592 se trasladó a España para trabajar al servicio de Felipe II y posteriormente para Felipe III en su capilla. En aquel tiempo era poco frecuente encontrar a músicos italianos trabajando en Madrid, era más habitual que los músicos españoles se trasladasen a trabajar a Italia.
Abandonó España en 1603 para regresar a Nápoles, donde se convirtió en sacerdote y cantor en la Basílica de la Santissima Annunziata Maggiore. En 1609 comenzó a enseñar canto llano a los diáconos de la iglesia, para quienes probablemente escribió Le regole più necessarie per l'introdutione del canto fermo ese mismo año. Desde 1610 fue cantor de la capilla real hasta su muerte en 1625.

## Obra

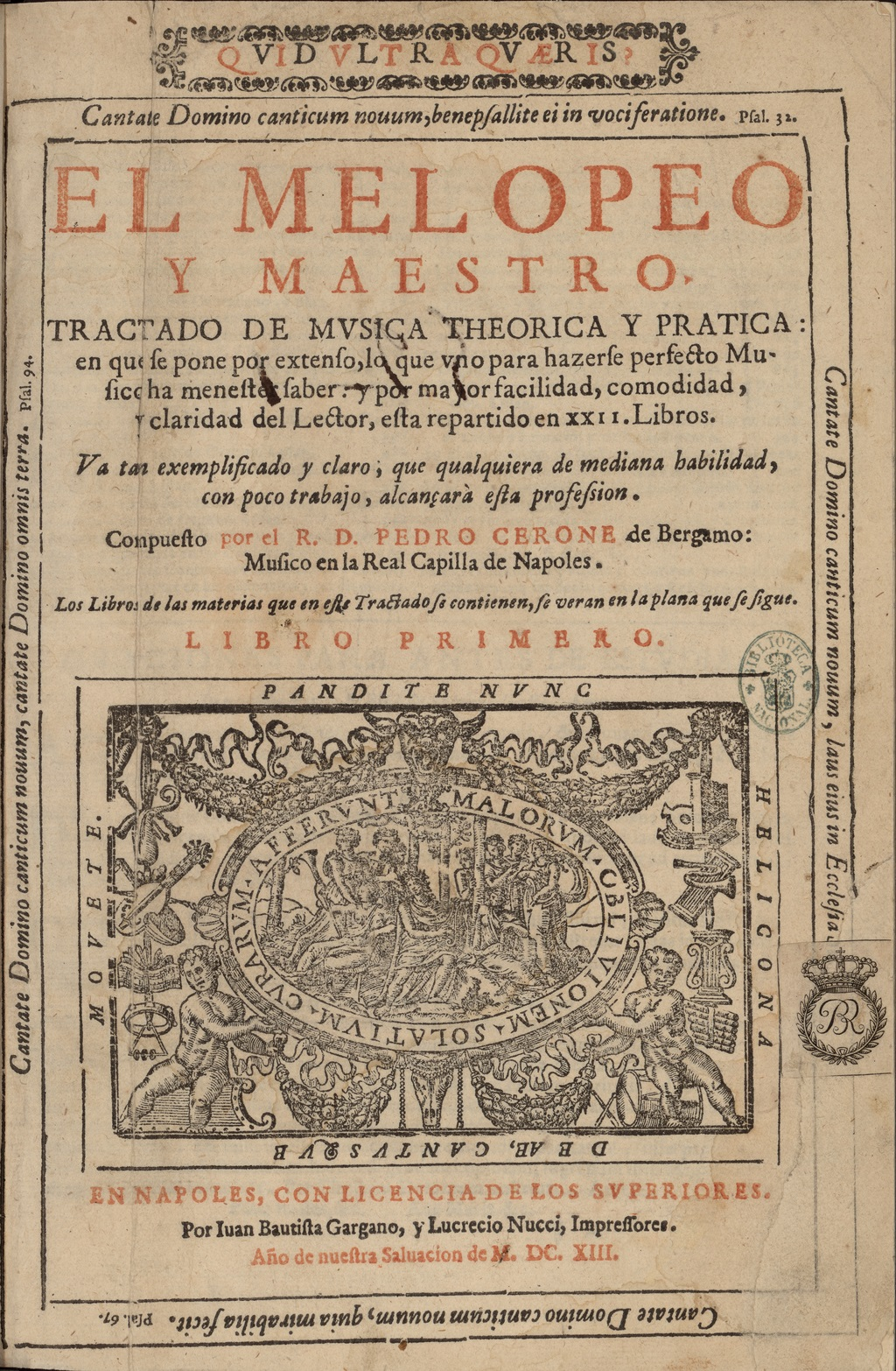
Portada de El melopeo y maestro.

Este autor escribió sus dos tratados durante su estancia en Nápoles.
- Le regole più necessarie per l'introduzione del canto fermo (Las reglas más necesarias para la introducción del cantus firmus) publicado en 1609. Es el primero y está escrito en italiano. Es una obra didáctica y práctica sobre el repertorio de canto, que probablemente utilizaba en su trabajo en la iglesia napolitana de la Annunziata.
- El melopeo y maestro: tractado de música theorica y pratica; en que se pone por extenso; lo que uno para hazerse perfecto musico ha menester saber, publicado en 1613.

### El melopeo y maestro
Se trata de una obra monumental sobre teoría de la música que constaba de 22 volúmenes, 849 capítulos y 1.160 páginas en el español original. Este tratado llegó a ser bastante conocido y una muestra de ello es que en 1803 fue satirizado por el jesuita valenciano Antonio Eximeno, quien hacía una comparación con las historias de caballería del Quijote. Otros escritores, de los siglos XVIII y XIX, lo han tildado de monstruoso. Sin embargo, el tratado contiene pasajes que ayudan a entender las prácticas musicales de aquel tiempo.
Cerone era musicalmente conservador y eso indudablemente tiene relación con el retraso con que el estilo barroco llegó a España. En sus escritos generalmente era despectivo con los compositores españoles y pródigo en el elogio de los italianos, lo que puede explicar en parte el trato que recibe por parte de los críticos españoles. La estudiosa Judith Etzion considera esta obra el inicio de la leyenda negra española en la historiografía musicológica occidental.
Cerone conoce y habla de los anteriores tratados teóricos de Gioseffo Zarlino, Nicola Vicentino, Juan Bermudo y otros. Describe con detalle cómo puede un compositor conseguir intensidad expresiva al escribir misas, motetes, salmos, cánticos, himnos, lamentaciones, recercadas, tientos, madrigales, canzonette, frottole, strambotti y otras formas musicales de la época. 
Ilustra sus argumentos con ejemplos que muestran tanto su propia habilidad compositiva como su profunda familiaridad con el repertorio musical del siglo XVI. Su ideal compositivo era el estilo de Palestrina aunque, curiosamente recomendaba que las normas del contrapunto se abandonasen tan pronto como el compositor hubiera aprendido su oficio. Esta opinión sorprende, ya que nunca ha existido, ni siquiera en la actualidad, un estilo de composición tan rigurosamente reglamentado como el modismo polifónico de Palestrina. También cita a Ingegneri, Josquin, Lasso, Phinot, Rore y Pietro Vinci; entre los españoles estaba más familiarizado con Cristóbal de Morales, pero también habla muy bien de Francisco Guerrero, Alonso Lobo, Mateo Romero y Tomás Luis de Victoria.
Mientras que el tratado muestra que poseía una técnica compositiva considerable, no nos ha llegado composición alguna de Cerone ni se conoce que hubiera publicado alguna.